# Дён-ле-Палестель
Дён-ле-Палесте́ль (фр. Dun-le-Palestel, окс. Dun) — коммуна во Франции, находится в регионе Лимузен. Департамент коммуны — Крёз. Входит в состав кантона Дён-ле-Палестель. Округ коммуны — Гере.
Код INSEE коммуны — 23075.

## Население
Население коммуны на 2010 год составляло 1192 человека.
| 1962 | 1968 | 1975 | 1982 | 1990 | 1999 | 2010 |
| ---- | ---- | ---- | ---- | ---- | ---- | ---- |
| 1201 | 1260 | 1330 | 1293 | 1203 | 1106 | 1192 |

## Экономика
В 2010 году среди 635 человек трудоспособного возраста (15—64 лет) 457 были экономически активными, 178 — неактивными (показатель активности — 72,0 %, в 1999 году было 71,5 %). Из 457 активных жителей работали 420 человек (236 мужчин и 184 женщины), безработных было 37 (14 мужчин и 23 женщины). Среди 178 неактивных 25 человек были учениками или студентами, 105 — пенсионерами, 48 были неактивными по другим причинам.